# 王枫 (1931年)
王枫（1931年—），男，辽宁营口人，中华人民共和国广播电影电视部副部长、中国中央电视台台长，中国共产党党员，中共十三大代表。

## 生平
1946年，王枫参加中国共产党领导的革命。1953年，王枫和9位青年技术人员被中国选派到捷克斯洛伐克，学习无线电大功率发射机制造技术两年，成为中国首批接触电视技术者。回国后，王枫一直在广播系统担任技术员或技术官员、研究员。1972年初，经国务院总理周恩来、副总理李先念批准，中央广播事业局军管小组技术业务办公室副组长王枫率团到欧洲五国（法国、联邦德国、荷兰、瑞士、英国）考察彩色电视。考察归国后，1973年5月王枫调入北京电视台（今中央电视台）主管技术工作。1976年担任北京电视台副台长。1978年5月1日，“北京电视台”更名为“中央电视台”，英文呼号CCTV。1982年11月16日，王枫被任命为中央电视台台长。中央电视台台长自王枫开始，定级为司局级。1983年任彩电中心工程总工艺师。1987年7月16日任中华人民共和国广播电影电视部副部长兼中央电视台台长，1988年辞去中央电视台台长职务。

## 贡献
王枫是中国彩色电视的开创者。1983年，王枫开创了中国中央电视台春节联欢晚会。另外，王枫延续了戴临风将中国古典文学名著改编为电视剧的想法，担任大型电视连续剧《西游记》的总监制，《三国演义》领导小组组长。王枫还参与组织策划了大型电视连续剧《唐明皇》及特别节目《人与人》、《话说长江》等。第十一届亚运会期间，王枫任亚运会组委会广播电视委员会主任，圆满完成本届亚运会的广播电视转播任务，被国际奥委会授予“奥林匹克贡献奖”。

## 家庭
妻子林如，为中央人民广播电台第一代播音员。女儿王雪纯，为中央电视台主持人。